# Faro (vehículo)

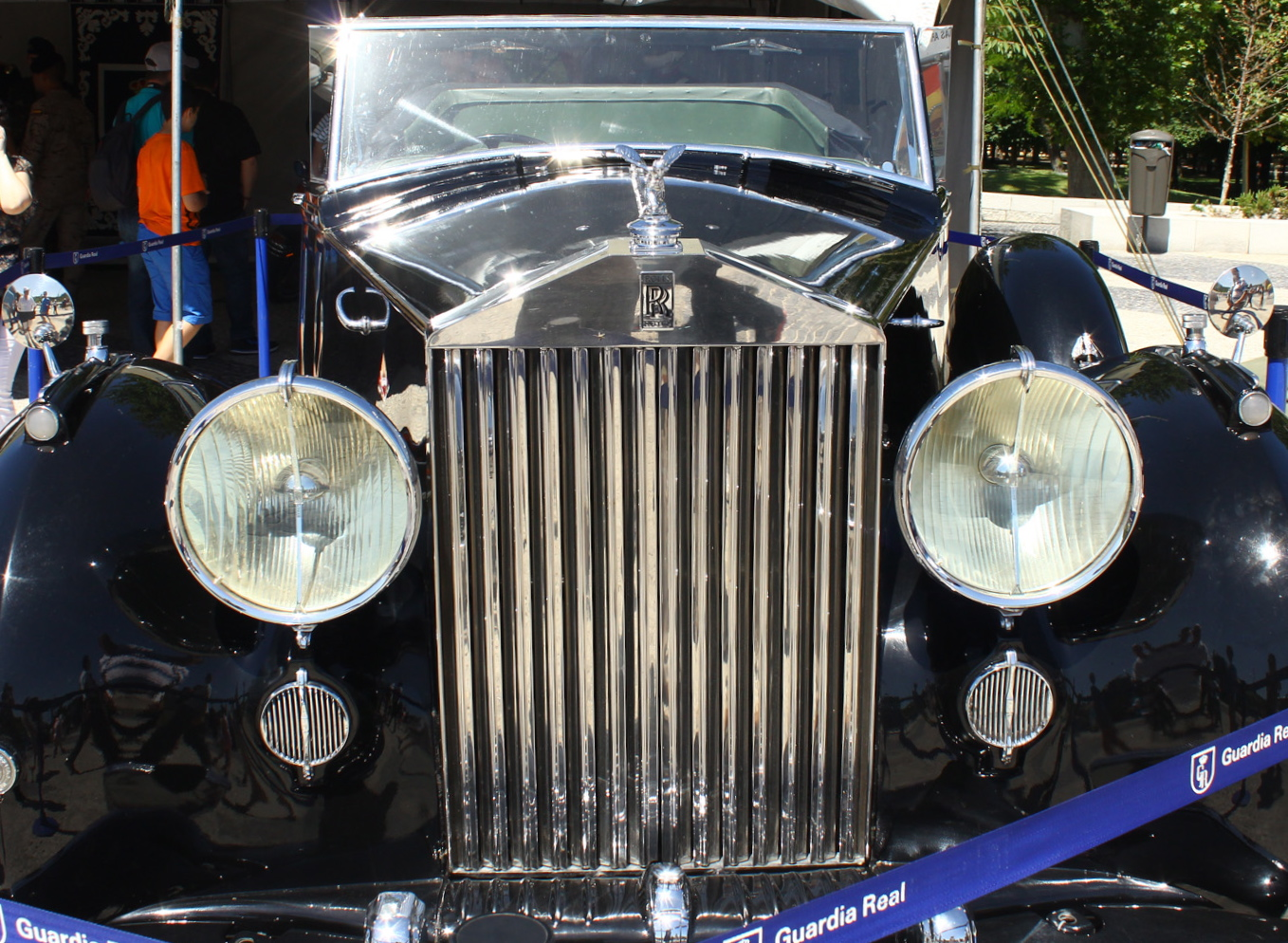
Dos grandes faros Lucas R.100 de un Rolls-Royce Phantom IV

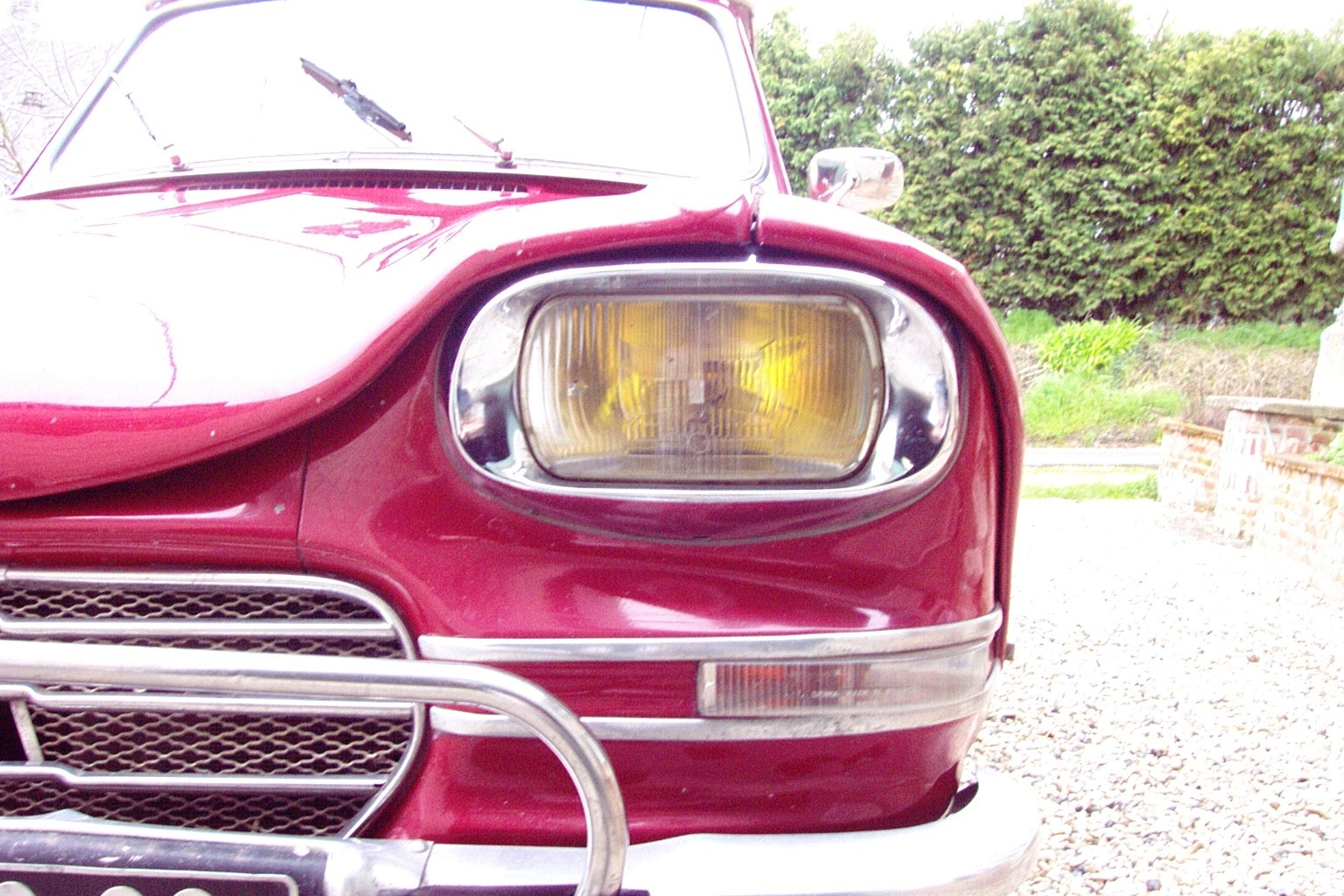
Faro oblongo de un AMI 6

Los  faros de un coche  son los proyectores de luz que sirven para iluminar el camino de un vehículo por la noche. También sirven para que el vehículo sea más visible a los demás, cuando hay poca visibilidad. Este componente ahora obligatorio en los vehículos automóviles, no siempre lo ha sido.
Aunque hoy no se pueda imaginar otro tecnología que no sea la eléctrica, en los inicios del automóvil era simplemente una linterna que utilizaba la luz de la llama de una vela, o bien de una lámpara de petróleo o bien de acetileno.

## Evolución técnica

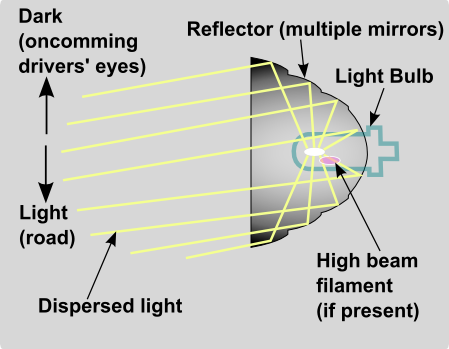
reflexión de los rayos de luz sobre el espejo de un faro

### Tecnología de la fuente de luz
- Linterna de llama
- Óptica con espejo parabólico

El faro se equipa con una lámpara incandescente situada en el foco de un espejo en forma de un paraboloide de revolución, el faro es eléctrico. Por razones de coste de fabricación, tenían una forma circular en los años 60, y el Citroën AMI 6, abrió el camino con los primeros faros no circulares. En realidad, la luz de los faros queda truncada por la parte superior e inferior. El interés radica en una mayor profundidad que aumente la intensidad del flujo de luz generada (es decir, reflejada) por el espejo.

### Mecánica
- Proyector de lente convergente
- Faros direccionales.

El Tucker 48, y también el DS, fueron los primeros vehículos equipados con faros que giraban con la dirección y que por lo tanto, iluminaban el camino que quería seguir el conductor, no la cuneta.
- Nivelación

Los vehículos utilitarios pueden experimentar un gran cambio cuando están en carga. Los faros iluminan más arriba que en la posición estándar, y tienden a deslumbrar a los usuarios que se aproximan. Hay que hacer una corrección, bajar el eje de las luces para compensar el defecto.

### Dato adicional
Durante la guerra de 1939-1945, Francia e Inglaterra adoptaron las luces amarillas, para distinguirse de los vehículos enemigos y por tanto ser capaces de diferenciar los vehículos franceses del enemigo y que fuera más fácil de distinguir desde lejos las columnas de militares por el Ejército francés, la Resistencia y los aliados.
Este sistema se mantuvo obligatorio (se multaban las luces blancas en un vehículo matriculado en Francia hasta enero de 1993). Fue abandonado en favor de las luces blancas en enero de 1993 para una mayor armonización europea.

## Ajuste de los faros

haz de luz de carretera posición

La comodidad de conducción y el respeto hacia los demás usuarios requieren un ajuste apropiado de los faros proyectores. El haz de luz de cruce  debe iluminar el camino contrario a la parte delantera del vehículo desde un mínimo de 30 m hasta un máximo de 45 m. Así mismo, la inclinación del haz depende de la altura del proyector respecto al suelo.
Los vehículos comerciales tienen un dispositivo para regular la altura de los faros. Puede ser manual (como el 2CV), con algún tipo de mecanismo o automática.

### Procedimiento de control

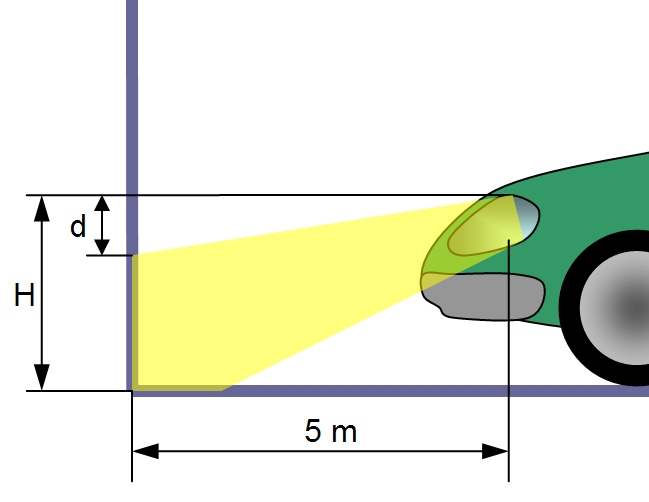
Protocolo de adaptación de los faros

La imagen de la derecha y la tabla de abajo proporcionan una información que permite el control y reglaje de los faros de un coche. Esto se debe hacer sobre una superficie plana, con los neumáticos inflados correctamente y el vehículo con carga normal.
| H: Altura de la óptica | d: Bajada del haz (Medido a 5 m) | Inclinación del haz (Rango de 40 m) |
| ---------------------- | -------------------------------- | ----------------------------------- |
| En cm                  | En cm                            | En%                                 |
| 50                     | 6,4                              | 1,6%                                |
| 55                     | 7                                | 1,8%                                |
| 60                     | 08.07                            | 2%                                  |
| 65                     | 05.08                            | 2,1%                                |
| 70                     | 9                                | 2,3%                                |
| 75                     | 09.05                            | 2.5%                                |
| 80                     | 10.05                            | 2,7%                                |

Mecánica de uso de equipo especializado
Algunos fabricantes ponen a disposición del usuario una placa de identificación colocada cerca del dispositivo de control que indica el valor de la inclinación (inclinación expresada en tanto por ciento).